# Michiko Kameishi
Michiko Kameishi (亀石 倫子, Kameishi Michiko), née le 22 juin 1974 à Otaru, est une avocate japonaise qui s'est rendue célèbre par les procès qu'elle a gagnés contre l'État japonais, dont l'un sur l'utilisation sans mandat judiciaire de GPS par la police pour pister des suspects.

## Biographie
Michio Kameishi naît à Otaru, dans la préfecture d'Hokkaido. Après des études secondaires au lycée Otaru Shioryo, elle est diplômée du département de littérature anglaise et américaine de l'Université chrétienne féminine de Tokyo en 1997. Elle intègre ensuite comme employée de bureau l'entreprise NTT Docomo Hokkaido, qu'elle quitte en décembre 2000 pour épouser un collègue. Elle déménage dans la préfecture d'Osaka pour suivre son mari.
En 2005, elle entre à la faculté de droit de l'université municipale d'Osaka. En 2008, elle réussit l'examen du barreau. En 2009, elle s'inscrit comme avocate au Barreau d'Osaka. En 2016, elle ouvre son cabinet d’avocats « Eclat Umeda Law Office »,.
En 2014, elle fait partie de l'équipe qui défend des clients propriétaires d'un club de nuit, le Noon, accusés d'avoir violé la Loi sur le contrôle et la bonne gestion des entreprises de divertissement et de loisirs (ja) en laissant danser leurs clients. Leur acquittement est confirmé par la Cour suprême en 2016.
En 2017, elle est l'avocat principale dans un procès pénal au cours duquel la Cour suprême a jugé que l'utilisation du GPS (Global Positioning System) sans mandat judiciaire par la police, qui en avait fixé à leur insu sur les véhicules de suspects de cambriolages, était illégale. La décision a été décrite comme « une décision révolutionnaire visant à freiner les enquêtes illégales ». Depuis 2017, elle est régulièrement invitée par des programmes d'information télévisés en tant que commentatrice.
Lors des élections à la Chambre des conseillers de juillet 2019, elle se présente comme candidate dans la circonscription électorale de la préfecture d'Osaka, où quatre sièges sont à pourvoir, avec le soutien du Parti démocrate constitutionnel,. Elle obtient 356 177 voix mais arrive à la sixième place. Elle annonce plus tard son départ du parti.
Le 16 juin 2021, le Comité de destitution judiciaire (ja) décide de déposer une plainte auprès de la Cour de destitution judiciaire et demande la révocation du juge Motokazu Okaguchi de son poste en raison de publications sur les réseaux sociaux. Le 29 juillet de la même année, Okaguchi est suspendu de ses fonctions. Michiko Kameishi, le sociologue Yuki Senda et cinq autres personnes lancent une campagne de financement participatif via CALL4 (ja) pour soutenir l'équipe juridique. En juillet 2023, les dons dépassent le montant cible de 1 million de yens.
Le 10 juillet 2023, six personnes âgées de 19 à 25 ans, dont Momoko Nojo, directrice déléguée de l'association « NO YOUTH NO JAPAN », déposent plainte auprès du tribunal de district de Tokyo, affirmant que la restriction de l'âge minimum pour se présenter aux élections à 25 ou 30 ans ou plus constitue une violation de la Constitution, qui garantit la souveraineté populaire. Elles exigent du gouvernement qu'il leur confirme qu'elles pourraient exercer leur droit d'être élues lors des prochaines élections locales, ainsi qu'une indemnité de 100 000 yens chacune,. L'avocat principal est Toda Yoshiyasu. Kameishi rejoint l'équipe de défense. Le même jour, Toda, Kameishi et le représentant de CALL4, Taniguchi Taiki, lancent un projet appelé « LEDGE » pour prendre la tête des litiges publics. Michio Kameishi en est nommée représentante. LEDGE annonce qu'elle sera la première à soutenir le procès.

## Publication
En 2019, elle publie un ouvrage sur son métier d'avocate pénaliste, aux éditions Kodansha Gendai Shinsho, 刑事弁護人.